# Sennheiser MD 441

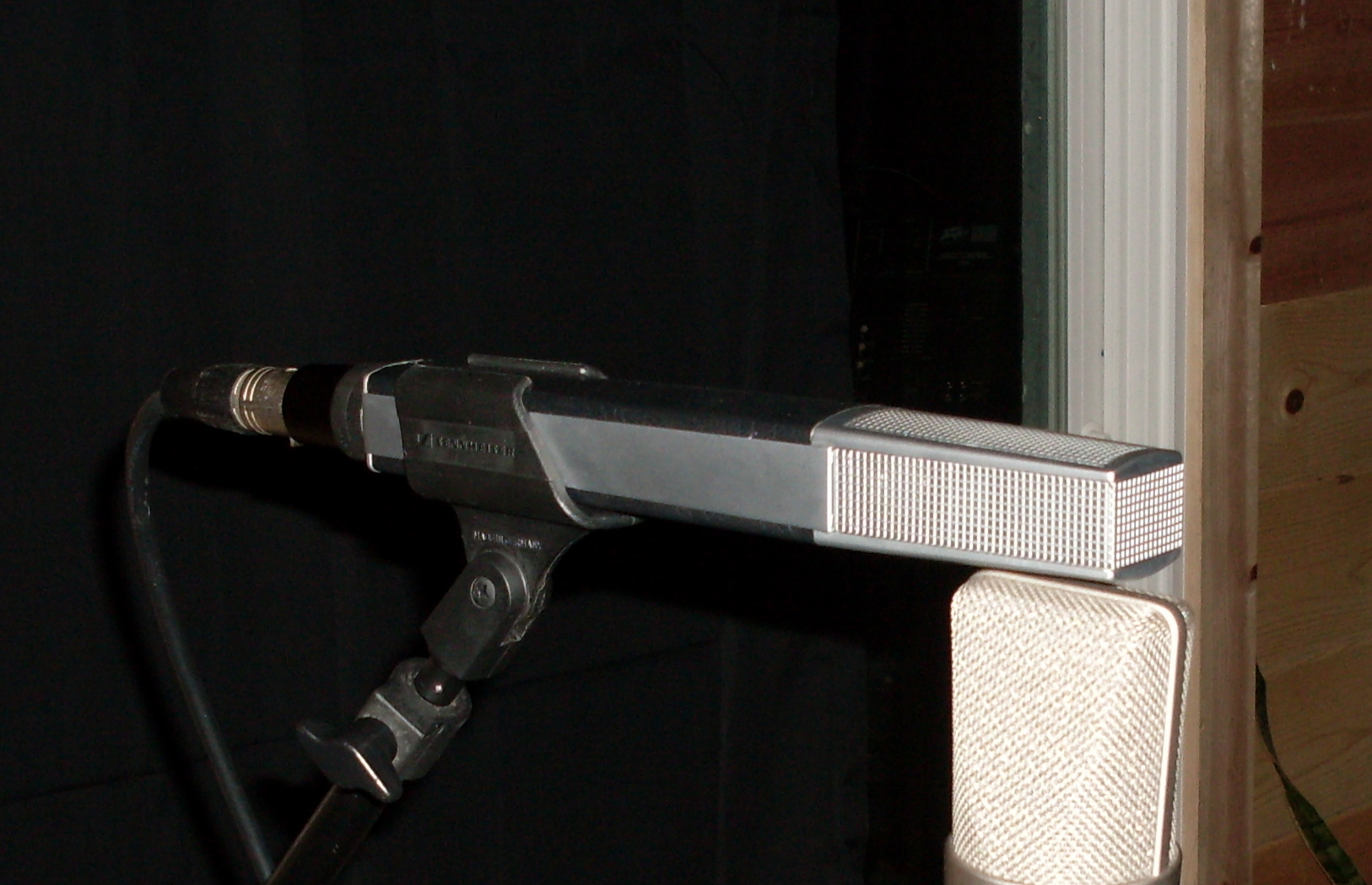
Sennheiser MD 441

Das Sennheiser MD 441 ist ein seit 1971 von der deutschen Firma Sennheiser hergestelltes dynamisches Großmembranmikrofon. Es wurde nach dem 1953 eingeführten Sennheiser MD 21 und dem 1960 eingeführten Sennheiser MD 421 zu einem weitverbreiteten Mikrofon für Rundfunk- und Fernsehreportagen und gehörte zum Erscheinungsbild zahlreicher Politikerauftritte weltweit.

## Merkmale
Der Übertragungsbereich beträgt 30 bis 20 000 Hertz, die Empfindlichkeit 1,8 mV/µbar ±3 dB, die Impedanz 200 Ohm. Die Richtcharakteristik des Mikrofons ist eine Superniere. Es besitzt eine Brummkompensationsspule. Das MD 441 hat wie das MD 421 einen fünfstufigen Bassschalter. Es war in verschiedenen Ausführungen und in schwarzer Farbe erhältlich, das aktuelle Modell ist silber. Zunächst war es mit DIN-Steckern, in einer Ausführung mit Kleintuchel, in einer anderen mit Großtuchelstecker erhältlich. Seit 1985 besitzt das Mikrofon einen XLR-Stecker. Es wiegt ca. 450 Gramm. Aufgrund seiner Form wird es umgangssprachlich auch als „Rasierer“ bezeichnet, ähnlich wie das MD 421.

## Verwendung

### Fernsehen und Rundfunk
Das Mikrofon wurde 1971 auf der Hannover-Messe vorgestellt. Es war ab den 1970er Jahren in verschiedenen Sendungen des Sowjetischen Fernsehens zu sehen, z. B. in der Hauptnachrichtensendung „Wremja“ („Die Zeit“) und der Gesprächssendung „9 Studia“ („Neuntes Studio“). Das sowjetische Staatsoberhaupt Leonid Breschnew war damit bei einem Interview für das japanische Fernsehen im Jahr 1977 zu sehen. Vier MD 441 sind auf dem vielfach abgedruckten Bild vom Bruderkuss zwischen Breschnew und Erich Honecker der Pressefotografin Barbara Klemm von 1979 zu sehen. Der spätere serbische Präsident Slobodan Milošević sprach in sechs Sennheiser 441 bei einer großen Kundgebung in Belgrad am 19. November 1988. Bei der Alexanderplatz-Demonstration am 4. November 1989 in Berlin wurden die Reden in zwei MD 441 gesprochen. Am 19. Dezember 1989 sprach Helmut Kohl bei seinem ersten großen Auftritt nach dem Mauerfall in Dresden unter anderem in ein MD 441.
Stefan Raab verwendete das Mikrofon 2000 für das Musikvideo zum Song Wadde hadde dudde da?. Der britische Komiker Sacha Baron Cohen verwendete im Film Brüno (2009) ein MD 441 für sein Interview mit Paula Abdul, bei dem beide auf dem Rücken kniender Männer Platz nehmen. Das Mikrofon gehörte zur Retro-Ästhetik des Studios der ZDFneo-Talkshows Roche & Böhmermann (silber) sowie Schulz & Böhmermann (schwarz). Der chinesische Staatspräsident Xi Jinping war bei Pressekonferenzen in den 2010er Jahren häufig mit zwei schwarzen MD 441 abgebildet. Zwei MD 441 werden am Rednerpult im Abgeordnetenhaus des Parlaments der Tschechischen Republik verwendet.

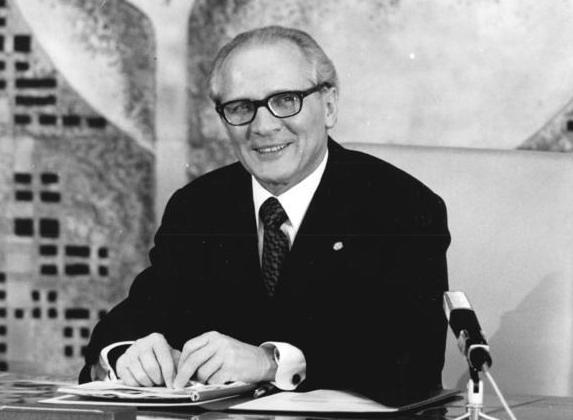
Erich Honecker 1976
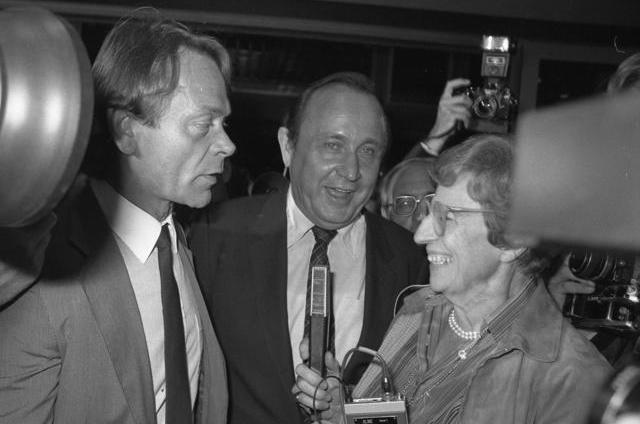
Hans-Dietrich Genscher 1980
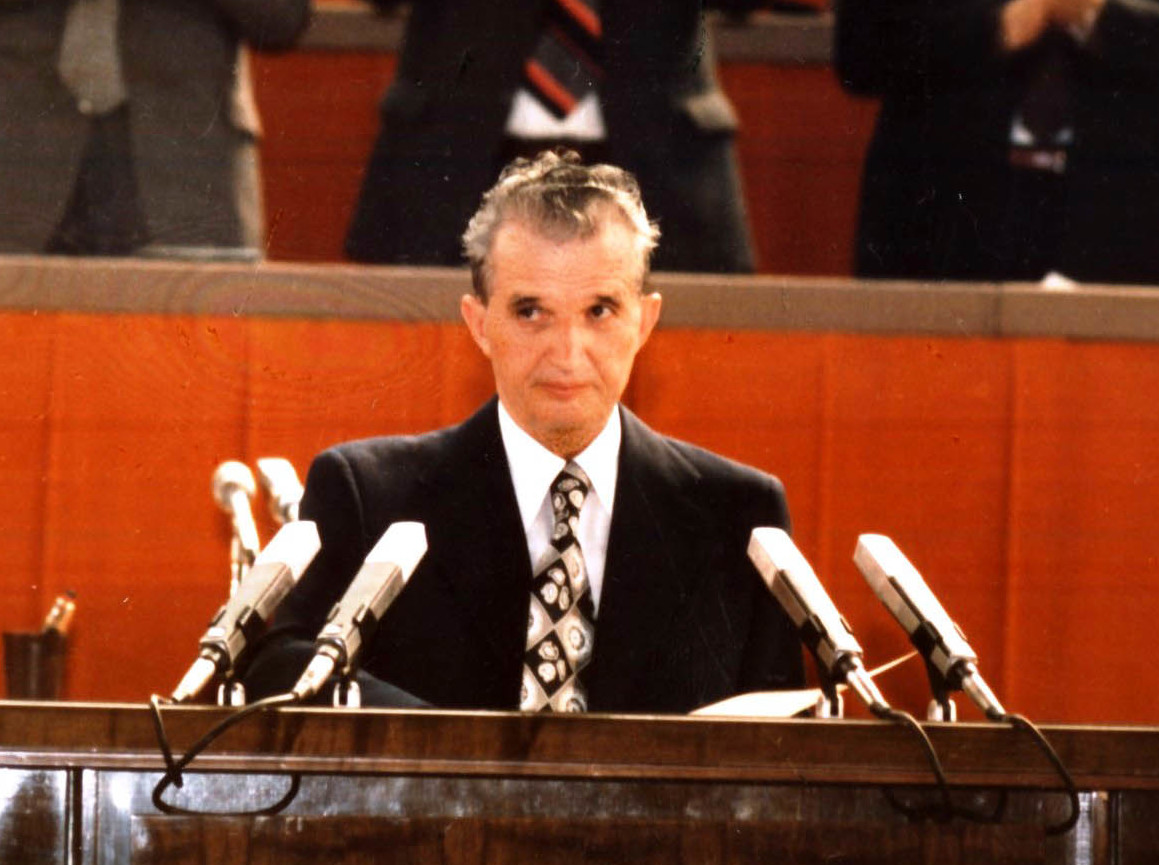
Nicolae Ceaușescu 1986
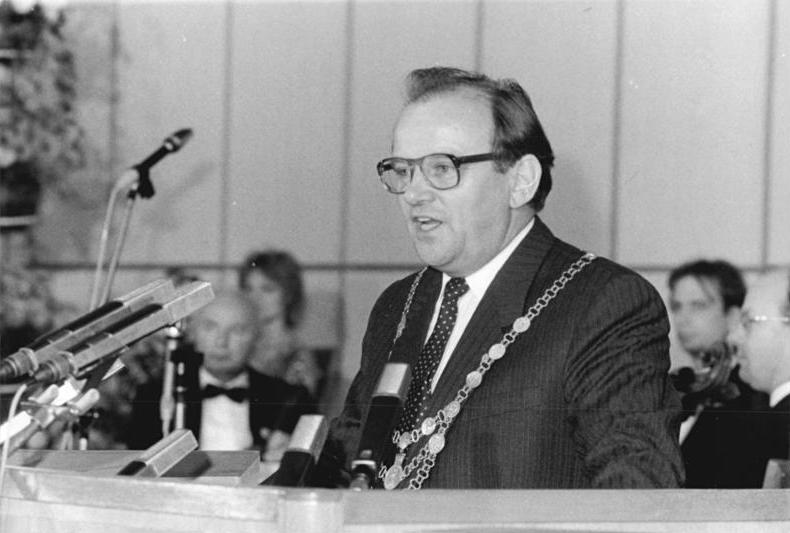
Erhard Krack, Oberbürgermeister von Ost-Berlin, mit sechs MD 441 (1987)
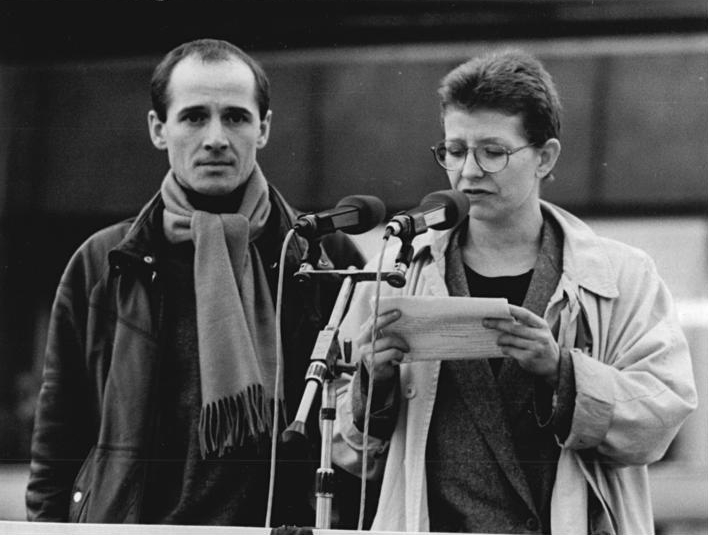
Ulrich Mühe und Johanna Schall 1989 in Berlin
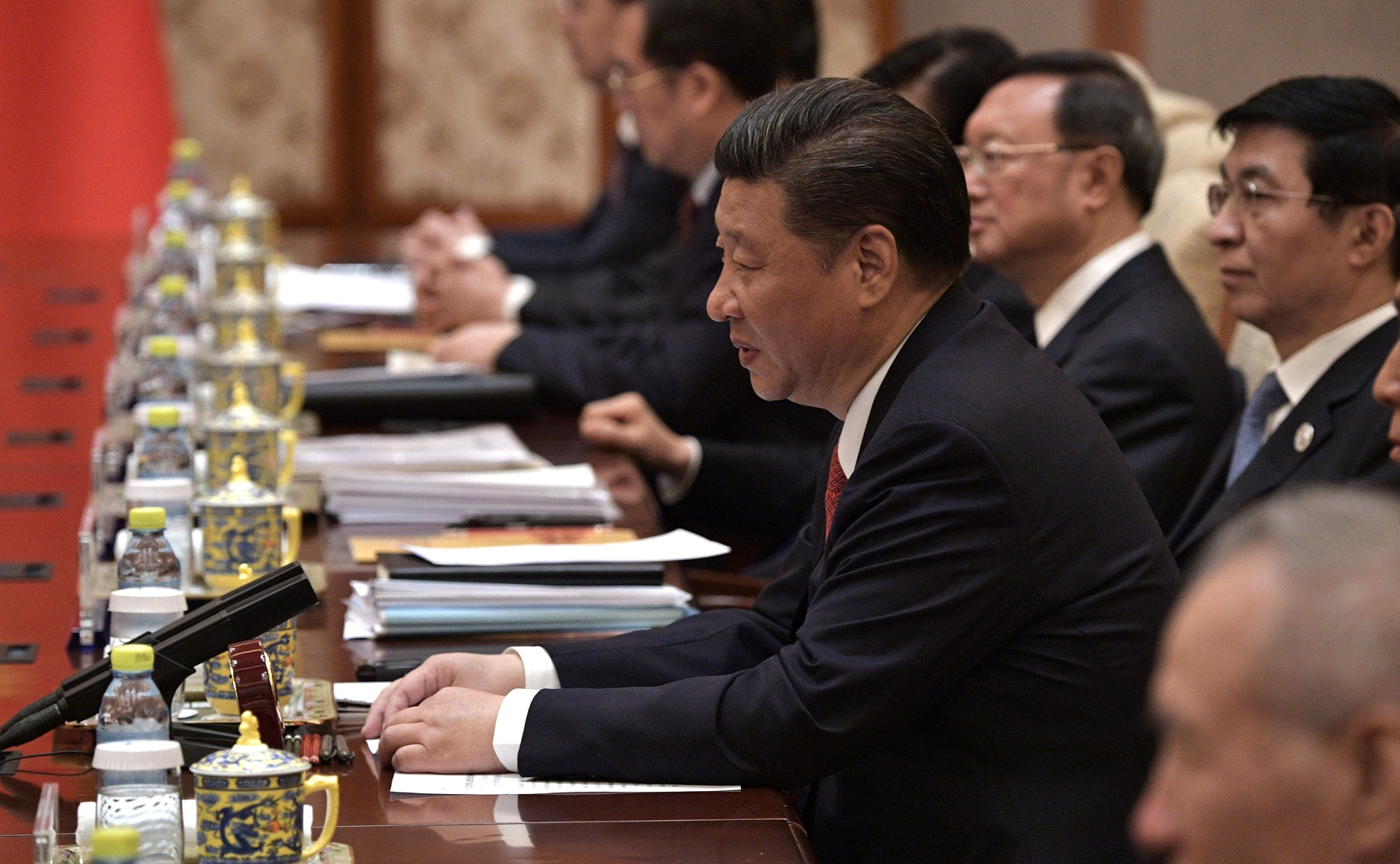
Xi Jinping 2017 mit zwei MD 441

### Musik
Das MD 441 wurde seit den 1970er Jahren außerdem als Gesangsmikrofon verwendet, etwa von Frank Zappa, Fleetwood-Mac-Sängerin Stevie Nicks und beim ersten Fernsehauftritt der britischen Band The Cure bei einem Konzert in Paris 1979 von Robert Smith.
Während das MD 441 als Rundfunkmikrofon von anderen Modellen weitgehend abgelöst wurde, ist es bei der Abnahme von Musikinstrumenten bis heute im Einsatz. Es wird insbesondere im Schlagzeugbereich für Hi-Hat, Overheads, Snare (oben und unten), Toms, Bassdrum, Overheads sowie für Percussion, im Bereich elektrischer Saiteninstrumente für Gitarren- und Bassverstärker sowie für Holzblasinstrumente verwendet.

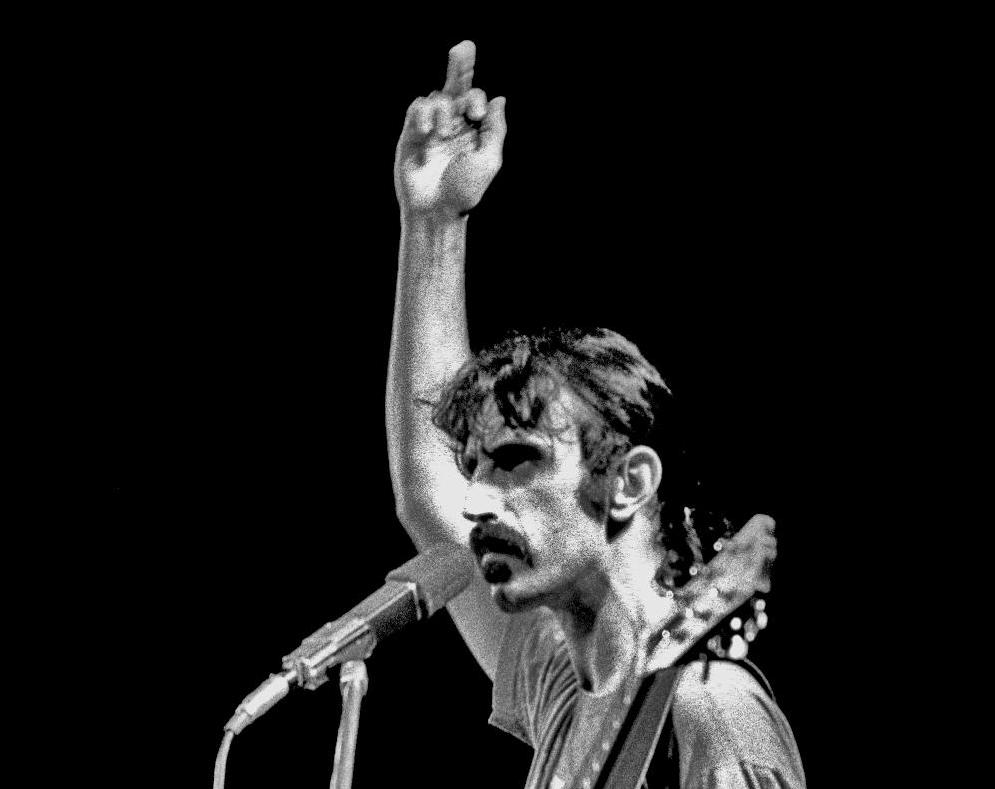
Frank Zappa 1974 mit MD 441 und Mikrofon-Windschutz
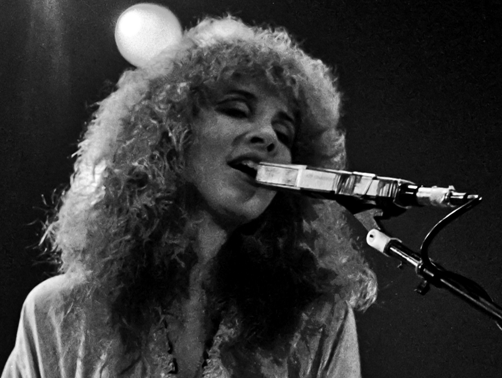
Stevie Nicks 1980 bei einem Konzert von Fleetwood Mac in Zürich
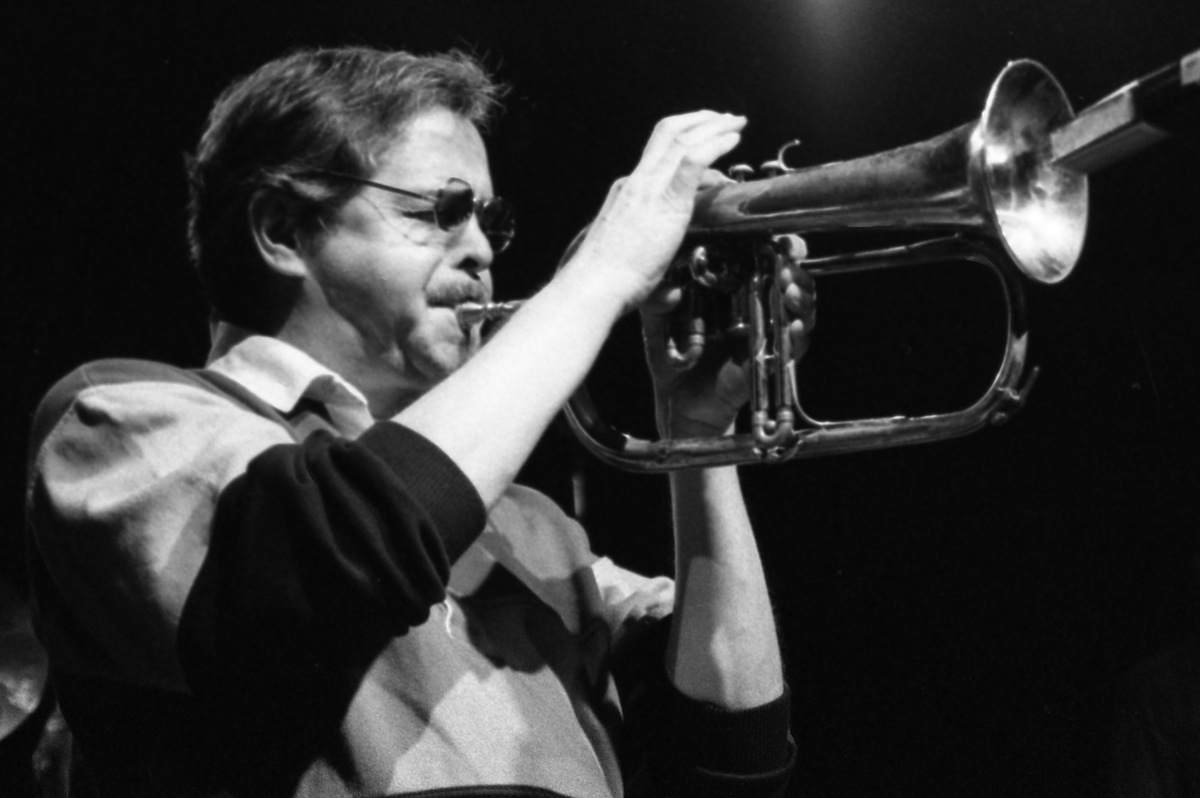
Kenny Wheeler 1992